# Jan Borkowski
Jan Borkowski (Łosice, 7 augustus 1952) is een Pools politicus en diplomaat. Hij studeerde economie.
Van 1993 tot 1997 zat hij in het Poolse parlement, de Sejm voor de Poolse Volkspartij (de PSL, ook bekend als Boerenpartij). Daarna was hij van 2007 tot 2012 staatssecretaris (onderminister) op het Poolse ministerie van buitenlandse zaken.
Sinds 2012 is Borkowski ambassadeur van de Republiek Polen in het Koninkrijk der Nederlanden en permanent vertegenwoordiger van Polen bij de Organisatie voor het Verbod op Chemische Wapens (OPCW).